# Чернавець
Чернавець — річка в Україні, у Сторожинецькому районі Чернівецької області, ліва притока Малого Серету (басейн Дунаю).

## Опис
Довжина річки приблизно 6 км. Формується з багатьох безіменних струмків та 8 водойм.

## Розташування
Бере початок у селі Давидівка.Тече переважно на південний схід і на північно-західній околиці села Череш впадає у річку Малий Серет, праву притоку Серету.